# 常磐大学
常磐大学（ときわだいがく、英語: Tokiwa University）は、茨城県水戸市見和1-430-1に本部を置く日本の私立大学。1909年創立、1983年大学設置。

## 概観

### 大学全体
常磐大学は、1909年に開校した「裁縫伝習所」を前身とした大学である。
茨城県水戸市見和に常磐短期大学を併設したキャンパスがある。また、同じく水戸市内にある京成百貨店（旧・水戸京成百貨店）にエクステンションセンターを兼ねたサテライトキャンパスを、東京都港区田町駅前に東京事務所を兼ねたサテライトキャンパス（大学院の授業を開講）を設置していた。

### 理念
「自立」「創造」「真摯」を基本理念としている。

## 沿革
- 1909年（明治42年）11月 小田木（諸澤）みよが裁縫伝習所開設
- 1922年（大正11年）4月 水戸常磐女学校開校（4月18日を常磐大学高等学校の創立記念日とする）
- 1935年（昭和10年）4月 常磐高等女学校開校
- 1948年（昭和23年）3月 常盤女子高等学校開校
- 1951年（昭和26年）3月 学校法人常磐学園設置認可
- 1966年（昭和41年）
  - 1月 常盤学園短期大学設置認可（1月25日を創立記念日とする）
  - 4月 常盤学園短期大学開学（家政科家政専攻、食物栄養専攻）
- 1969年（昭和44年）12月 常盤学園短期大学附属幼稚園設置認可
- 1970年（昭和45年）4月 常盤学園短期大学附属幼稚園開園
- 1983年（昭和58年）
  - 1月 常磐大学設置認可（1月25日を創立記念日とする）
  - 4月 常磐大学開学（人間科学部人間関係学科、コミュニケーション学科設置）
- 1988年（昭和63年）4月 人間科学部に組織管理学科設置
- 1989年（平成元年）4月 常磐大学大学院開設。人間科学研究科人間科学専攻修士課程設置
- 1990年（平成2年）4月 常盤学園短期大学を常磐大学短期大学部に名称変更
- 1993年（平成5年）4月 大学院人間科学研究科人間科学専攻博士課程（後期）設置
- 1996年（平成8年）4月 国際学部国際協力学科、国際ビジネス学科設置
- 1999年（平成11年）4月 常盤大学短期大学部を常磐短期大学に名称変更
- 2000年（平成12年）4月 コミュニティ振興学部コミュニティ文化学科、ヒューマンサービス学科設置。常盤女子高等学校を常盤大学高等学校に名称変更
- 2004年（平成16年）4月 大学院コミュニティ振興学研究科コミュニティ振興学専攻修士課程設置。人間科学部人間関係学科、組織管理学科、国際学部国際協力学科、国際ビジネス学科募集停止。人間科学部心理教育学科、現代社会学科、国際学部国際関係学科（国際協力学専攻、国際ビジネス学専攻）、英米語学科設置
- 2005年（平成17年）
  - 1月 法人名を「常磐学園」から「常磐大学」に変更
  - 4月 大学院被害者学研究科被害者学専攻修士課程設置。常磐短期大学附属幼稚園を常磐大学幼稚園に名称変更
- 2006年（平成18年）4月 コミュニティ振興学部に地域政策学科設置
- 2007年（平成19年）11月 智学館中等教育学校設置認可（11月1日を創立記念日とする）
- 2008年（平成20年）4月 人間科学部心理教育学科、国際学部国際関係学科（国際協力学専攻、国際ビジネス学専攻）募集停止。人間科学部心理学科、教育学科、健康栄養学科、国際学部経営学科設置。智学館中等教育学校開校
- 2009年（平成21年） 創立100周年
- 2013年（平成25年）4月 大学院被害者学研究科被害者学専攻博士課程（後期）設置
- 2015年（平成27年）4月 常磐大学幼稚園が認定こども園（幼稚園型）に認定
- 2016年（平成28年）4月 大学院被害者学研究科被害者学専攻修士課程および博士課程（後期）、コミュニティ振興学研究科コミュニティ振興学専攻修士課程募集停止
- 2017年（平成29年）4月 国際学部経営学科、英米語学科、コミュニティ振興学部コミュニティ文化学科、地域政策学科、ヒューマンサービス学科募集停止。総合政策学部経営学科、法律行政学科、総合政策学科設置
- 2018年（平成30年）4月 看護学部看護学科設置

## 基礎データ

### 所在地
- 見和キャンパス（茨城県水戸市見和1-430-1）
- 桜の郷キャンパス（茨城県東茨城郡茨城町桜の郷280）

## 教育および研究

### 学部
- 人間科学部
  - 心理学科
  - 教育学科
    - 初等教育コース
    - 中等教育コース

  - 現代社会学科
  - コミュニケーション学科
  - 健康栄養学科
- 総合政策学部
  - 経営学科
  - 法律行政学科
  - 総合政策学科
- 看護学部
  - 看護学科

### 大学院
- 人間科学研究科
  - 人間科学専攻
    - 修士課程 （研究領域：人間の発達と適応、人間と社会・コミュニケーション、臨床心理学）
    - 博士課程（後期） （研究領域：人間の発達と適応、人間と社会環境・コミュニケーション、地域の振興と福祉）
- 看護学研究科
  - 看護学専攻（修士課程）

#### 過去にあった研究科
- コミュニティ振興学研究科
  - コミュニティ振興学専攻（修士課程）
- 被害者学研究科
  - 被害者学専攻（修士課程・博士課程（後期））

### 附属機関
- センター
  - 地域連携センター
  - 情報メディアセンター
  - 国際交流語学学習センター
  - 教職センター
  - 心理臨床センター（人間科学研究科附属）
- 研究所
  - 社会安全政策研究所（「国際被害者学研究所」を発展的に改変し、2003年10月に開設）
- 博物館
  - 博物館学博物館（コミュニティ振興学部コミュニティ文化学科附属）

## 学生生活

### 学園祭
毎年10月に「ときわ祭」が見和キャンパスで開催される。

### 部活動・サークル活動
部活動とサークル活動は、自治会・学友会、委員会、体育会、文化連合、同好会、愛好会に分かれている。
そのうち体育会に所属する部活動は2010年現在、8部が存在している。常磐大学硬式野球部は関甲新学生野球連盟に加盟している。

## 大学関係者と組織

### 著名な教員
- 髙木勇夫
- 高橋正則
- 湯浅赳男
- 藤本哲也
- 森征一
- 諸澤英道
- 田口精一
- 石坂巌
- 保崎秀夫
- 生田正輝
- 岩井奉信
- 井田正道
- 清原慶子
- 藤田真文
- 後藤和彦

### 大学出身者

#### 野球
- 進藤実 - 元読売ジャイアンツ投手
- 小野寺力 - 元東京ヤクルトスワローズ投手
- 久保田智之 - 元阪神タイガース投手（中退→副学長の救済で卒業に準ずる「名誉修了生」扱い）
- 矢貫俊之 - 元読売ジャイアンツ投手
- 吉岡興志 - 元阪神タイガース投手
- 大原慎司 - 元横浜DeNAベイスターズ投手

#### その他スポーツ
- 加藤正将 - レーシングドライバー
- 黒沢征治 - 競輪選手。当校野球部在籍

## 施設

### キャンパス

#### 見和キャンパス
- 交通アクセス

JR常磐線・水郡線・鹿島臨海鉄道大洗鹿島線水戸駅よりバスで約20分
JR常磐線赤塚駅よりバスで約20分
常磐短期大学と常磐大学幼稚園がキャンパス内に併設されている。周辺には偕楽園がある。
売店
- ファミリーマート常磐大学店
- 紀伊国屋書店（常磐大学ブックセンター）

学生食堂
- L棟学生食堂

L棟の1階と2階に位置し、学内で最も広い学生食堂。
- N棟学生食堂

L棟に隣接するN棟1階に位置する学生食堂。
- T棟カフェテリア

T棟学生ホールに位置する学生食堂。洋食を中心としたメニューを提供している。
- Q棟インターネットカフェ・ラバッツァ

情報メディアセンター別館（図書館）のあるQ棟1階に位置するイタリアンカフェ。

#### 桜の郷キャンパス
国立病院機構水戸医療センターの敷地内にある。看護学部（の学生）が看護実習の前段階である演習等を行う。

### 旧サテライトキャンパス

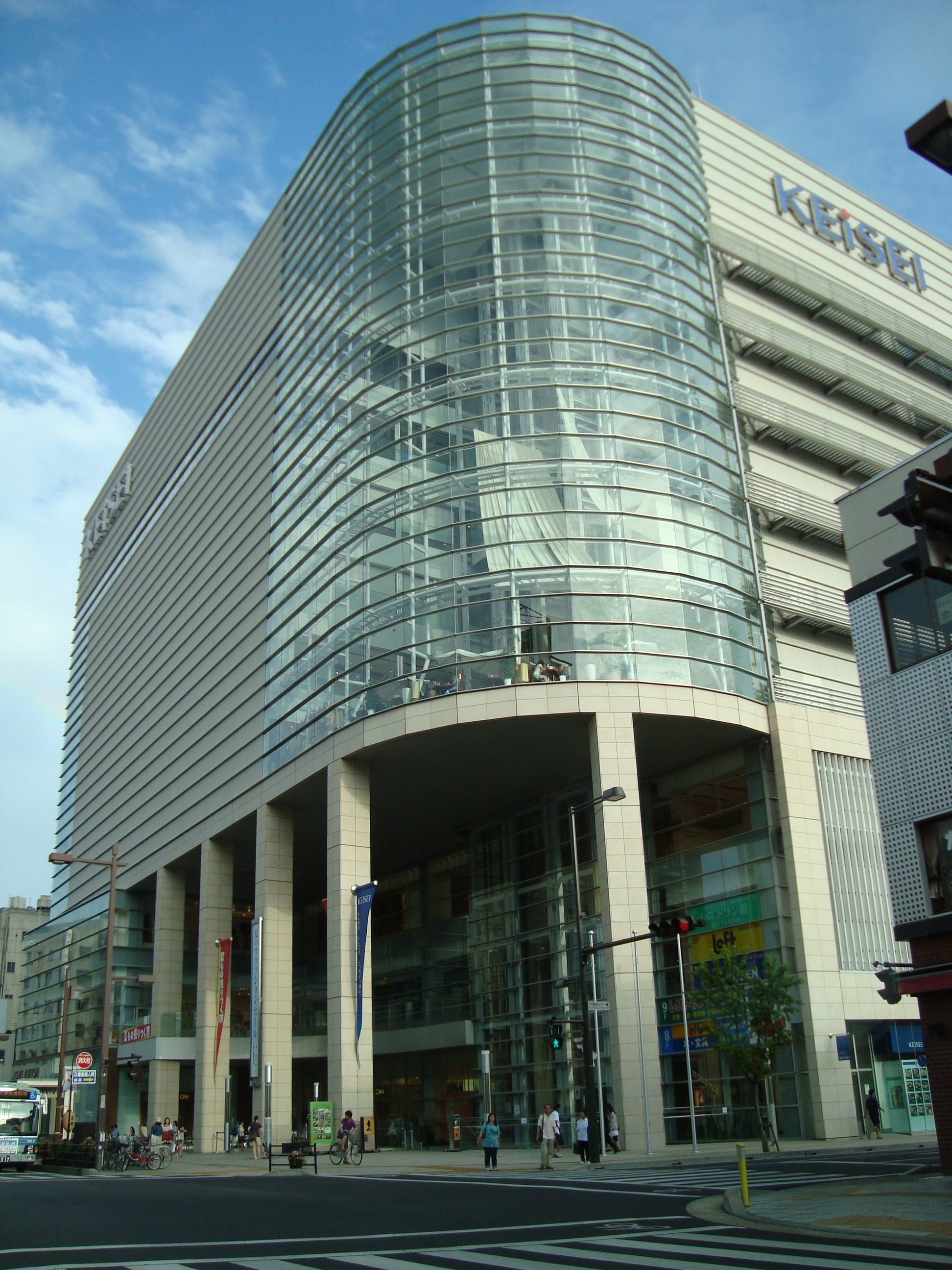
水戸サテライトキャンパスがある京成百貨店

#### 芝浦サテライトキャンパス
- 交通アクセス

JR山手線・京浜東北線田町駅より徒歩1分
東京都港区芝浦にあるキャンパス・イノベーションセンターに東京事務所を兼ねたサテライトキャンパスを開設し、大学院の講義を行っていた。

#### 水戸サテライトキャンパス
- 交通アクセス

JR常磐線・水郡線・鹿島臨海鉄道大洗鹿島線水戸駅よりバスで約7分
水戸市にある京成百貨店に水戸サテライトキャンパスとして、エクステンションセンター京成百貨店教室を開設していた。

## 対外関係

### 他大学との協定
- アメリカ
  - カリフォルニア大学アーバイン校（カリフォルニア州アーバイン）
  - カリフォルニア州立大学ノースリッジ校（カリフォルニア州ロサンゼルス）
  - カリフォルニア州立大学フレズノ校（カリフォルニア州フレズノ）
- 台湾
  - 国立台北教育大学（台北市）
- 韓国
  - 国立韓国伝統文化学校（扶餘郡）
  - 大邱サイバー大学（慶山市）
- 中国
  - 北京第二外国語学院（北京市）

### 地方自治体との協定
- 茨城県
  - 水戸市
  - 笠間市
  - 桜川市
  - 茨城町
  - 那珂市
  - 日立市
  - 常陸太田市
  - 高萩市

### その他
- 水戸ホーリーホック

## 附属学校

### 高等学校
- 常磐大学高等学校

### 中等教育学校
- 智学館中等教育学校

### 幼稚園
- 常磐大学幼稚園